# Barbara Toporska
Barbara Toporska-Mackiewicz (ur. 23 sierpnia 1913, Warszawa, zm. 20 czerwca 1985, Oberaudorf) – polska pisarka i publicystka.

## Życiorys

### Wstęp
Pradziadek Barbary Jan Toporski pochodził z Kaliskiego i urodził się już pod zaborem pruskim, w Wielkim Księstwie Poznańskim. Do lat 30. XIX w. był nauczycielem kaligrafii w Korpusie Kadetów Kaliskich. Ich syn i dziadek Barbary Aleksander Toporski według przekazów rodzinnych był właścicielem majątku w Łaniętach, między Kutnem a Gostyninem, być może odziedziczonego po matce. Majątek ten stracił prawdopodobnie w wyniku udziału w powstaniu styczniowym. W małżeństwie z Julią Komorowską (potem jako wdowiec ożenił się ponownie) miał kilkoro dzieci; jednym z nich był ojciec Barbary, Kazimierz Władysław Toporski (1862–1935). Kazimierz w roku 1875 ukończył Szkołę Handlową w Warszawie. Nie wiadomo dokładnie, czym się zajmował, w dokumentach z końca pierwszej dekady XX wieku występował jako „literat” i rzeczywiście publikował w prasie warszawskiej; zidentyfikowane teksty dotyczą lotnictwa i automobilistyki.
W roku 1911 niemal czterdziestoletni Kazimierz Toporski ożenił się z dużo młodszą od siebie Zofią Starzyńską (?–?). Rodzina Starzyńskich pochodziła z tzw. Ziem Zabranych, aczkolwiek nie wiadomo litewskich czy ukrainnych; niektóre opowieści rodzinne dotyczyły podobno Wilna. Nieznane jest nawet imię jej ojca, Starzyńskiego; więcej wiadomo o matce, Józefie Karskiej, która po śmierci matki wychowywała się w Kiwercach na Wołyniu; jej siostrą cioteczną była Gabriela Zapolska. Kazimierz i Zofia po ślubie zamieszkali w Warszawie. Mieli trzy córki, kolejno Krystynę, Barbarę i Hannę. Małżeństwo rozpadło się po ok. 10 latach pożycia, prawdopodobnie około roku 1920. Powody rozpadu związku sa nieznane, nie wiadomo też, czy para wzięła rozwód.

### Dzieciństwo i młodość
Po rozpadzie małżeństwa Zofia zabrała ze sobą najstarszą i najmłodszą córkę, natomiast Barbara została z ojcem w Warszawie i wychowywana była w dzieciństwie przez ciotki. Do roku 1930 uczyła się w Gimnazjum im. Emilii Plater w Warszawie. Potem jako nastolatka dołączyła do matki i sióstr, które w międzyczasie przeniosły się do Poznania; matka prowadziła tam pracownię sukien. Tam też po roku 1930 Barbara dokończyła naukę szkolną w Gimnazjum im. Królowej Jadwigi. W roku 1933 zdała maturę i została przyjęta na wydział humanistyczny Uniwersytetu Poznańskiego, gdzie studiowała filologię polską. Utrzymywała ją częściowo matka, a częściowo dorabiała korepetycjami. W tym okresie opublikowała w Myśli Akademickiej felieton i dwa wiersze; jeden z nich miał charakter skandalizujący i tylko interwencja stryja, księdza katolickiego, zapobiegła relegowaniu Barbary z uczelni.
Po trzech trymestrach w roku 1934 Toporska zdecydowała się przerwać studia. Dokładne powody tej decyzji są nieznane; jej biograf podkreśla, że jako warszawianka w stolicy Wielkopolski czuła się jak na emigracji. Również jej kolejny krok pozostaje niewyjaśniony. Według jej własnych wspomnień, wiedziona impulsem wsiadła do wieczornego pociągu i pojechała do Wilna; z niektórych uwag wynika, że spodziewała się tam skontaktować z kimś „ze swoich”, prawdopodobnie z rodziny matki, ale okazało się, że „nie znalazłam tam już nikogo”. Pomimo tego została w mieście. W nieznanych bliżej okolicznościach pomimo bardzo młodego wieku, braku wyższego wykształcenia i braku doświadczenia, dość szybko znalazła pracę w redakcji Słowa. W roku 1935 odziedziczyła część spadku po zmarłym ojcu; była to kwota na tyle duża, że stać ją było na kupno niewielkiego drewnianego domu na wsi pod Wilnem.

### Wilno
Pracując w Słowie poznała Józefa Mackiewicza, dziennikarza zatrudnionego w redakcji gazety już od 1923 r., znanego później powieściopisarza i bezkompromisowego antykomunisty, z którym wkrótce związała się na resztę swego życia. Zamieszkali razem w Czarnym Borze, podwileńskiej miejscowości, gdzie 15 kilometrów od Wilna kupili dom z ogrodem. W 1937 Toporska została redaktorką dodatku literackiego Słowa. Współpraca z dziennikiem trwała aż do czasu wydania ostatniego numeru pisma, 18 września 1939, które przestało się ukazywać w chwili przekroczenia polskich granic przez wojska sowieckie
Na wieść o wkroczeniu Armii Czerwonej do Polski Toporska wraz z Mackiewiczem ratując się przed okupacją sowiecką uciekła do Kowna, na Litwę, gdzie rząd litewski otworzył granicę dla polskich uchodźców wojennych. Tego samego roku jeszcze wojska sowieckie na skutek zawartego układu ustąpiły z Wilna (miasto zostało przekazane Litwinom), i oboje powrócili do Czarnego Boru, gdzie mieszkali aż do 1944 r.
W zmienionej sytuacji politycznej, w latach 1939–1940 Barbara Toporska pracowała dla Gazety Codziennej, na której wydawanie w Wilnie otrzymał koncesję Józef Mackiewicz. Kiedy w czerwcu 1940 roku Armia Czerwona ponownie wkroczyła do Wilna, oboje wycofali się z aktywnego życia dziennikarskiego i politycznego, utrzymując się głównie z wyprzedaży rzeczy.

### Na emigracji
W maju 1944 r. Barbara Toporska i Józef Mackiewicz uciekając przed zbliżającym się frontem wyjechali z Wilna do Warszawy. Tuż przed wybuchem powstania warszawskiego wyjechali do Krakowa. W styczniu 1945 r. udało im się dotrzeć do Wiednia, gdzie niespodziewanie otrzymali pomoc od uciekających przed komunizmem Tatarów w postaci dwóch miejsc w „tatarskim” pociągu ewakuacyjnym, którym dojechali aż do Mediolanu. W maju, już po ustąpieniu Niemców z Włoch, Barbara Toporska i Józef Mackiewicz przenieśli się z Mediolanu do Rzymu. Tam oboje na dwa lata ściśle związali się z polskim II Korpusem. Toporska pracowała wtedy w redakcji Orła Białego. Dorabiała sekretarzowaniem i szydełkowaniem.
Po kilku latach spędzonych w Londynie (1947–1954), gdzie rozpoczęła pracę jako free-lance dla sekcji polskiej radia Głos Ameryki, została sprowadzona do Monachium do otworzonego tam działu Głos Ameryki z Europy. Po jego likwidacji współpracowała jeszcze jakiś czas dla centrali Głosu Ameryki w Waszyngtonie.
W polskiej prasie emigracyjnej ukazywały się liczne artykuły i wiersze jej pióra (głównie w londyńskich Wiadomościach, ale także w paryskiej Kulturze, Dzienniku Polskim, Kurierze Polskim i in.). Wyposażona w zdolności literackie i publicystyczną pasję tym goręcej wspierała pisarską działalność swego wysoce utalentowanego towarzysza życia. To jemu poświęciła znakomitą część swojej energii i zaangażowania. Po przebytej w 1963 r. operacji raka, w okresie rekonwalescencji sama zaczęła pisać powieści, a także malować. Pierwsza powieść Siostry ukazała się w 1966 r. i została nagrodzona przez Akademię Literacką Wiadomości jako „najwybitniejsza książka wydana na emigracji w 1966 roku”. W 1984 r. część jej artykułów prasowych została przedrukowana w zbiorze publicystyki jej i Józefa Mackiewicza Droga Pani.
Przez cały ten okres emigracji pisarka walczyła z chorobą, przechodziła kilka operacji, przebywała w sanatoriach. I wszystko to w wyjątkowo niekorzystnych warunkach materialnych.
Załamana i zrezygnowana po śmierci Józefa Mackiewicza zmarła w kilka miesięcy po nim 20 czerwca 1985 r. w Niemczech, w klinice w Oberaudorf, w wieku 72 lat. Prochy obojga złożono w kolumbarium polskiego kościoła św. Andrzeja Boboli w Londynie. Ich związek był bezdzietny.
Prywatne archiwum Barbary Toporskiej i Józefa Mackiewicza znajduje się w Muzeum Polskim w Rapperswilu.
Książki Barbary Toporskiej publikuje wydawnictwo „Kontra”.

## Twórczość
- 1966 – Siostry
- 1970 – Poczwarka i motyle (w tomie „Na wschód od dzisiaj”)
- 1970 – Martwe zwierciadło (w tomie „Na wschód od dzisiaj”)
- 1973 – Athene noctua (zbiór poezji)
- 1981 – Spójrz wstecz, Ajonie!
- 1982 – Na Mlecznej Drodze
- 1984 – Droga Pani (zbiór artykułów Barbary Toporskiej oraz Józefa Mackiewicza)
- 2010 – Listy do redaktorów „Wiadomości” (tom zawiera listy Barbary Toporskiej oraz Józefa Mackiewicza)
- 2012 – Metafizyka na hulajnodze (eseje, felietony i publicystyka literacka)[15]
- 2015 – Listy do i od Redakcji „Kultury”
- 2017 – Listy (tom zawiera listy Barbary Toporskiej, Józefa Mackiewicza, Pawła Jankowskiego)
- 2019 – Listy (tom zawiera listy Barbary Toporskiej, Józefa Mackiewicza oraz Juliusza Sakowskiego)
- 2019 – Listy (tom zawiera listy Barbary Toporskiej, Józefa Mackiewicza, Michała Chmielowca oraz Ireny Chmielowcowej)
- 2019 – Listy (tom zawiera listy Barbary Toporskiej, Józefa Mackiewicza oraz Janusza Kowalewskiego)